# 閻魔

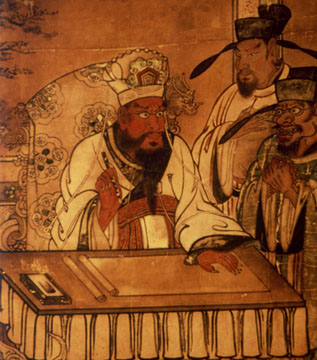
安土桃山時代に描かれた閻魔

閻魔（えんま）は、仏教の地獄、冥界の主であり、冥界の王として死者の生前の罪を裁く神。閻王ともいう。インドにおける死者の主であるヤマが仏教に入ったものである。

## 名称
閻魔は、サンスクリット語及びパーリ語のヤマ（यम, Yama）の音訳。
「ヤマラージャ（यमराज, Yama-rāja、ラージャは王の意味）」とも。音訳は閻魔羅闍（）、意訳は閻魔大王（）。略して「閻羅王（）」「閻（）」とも。
「Yama（閻魔）」は、縛、双生、双王、遮止、平等、殺などと和訳される。“縛”は罪人を捕縛する意、“双世”は彼が世中、常に苦楽の2つの報いを受ける意、“双王”は兄妹一対で2人並びたる王の意、また“平等”は罪人を平等に裁くとの意からこれらの和訳がある。

## 東アジアの閻魔

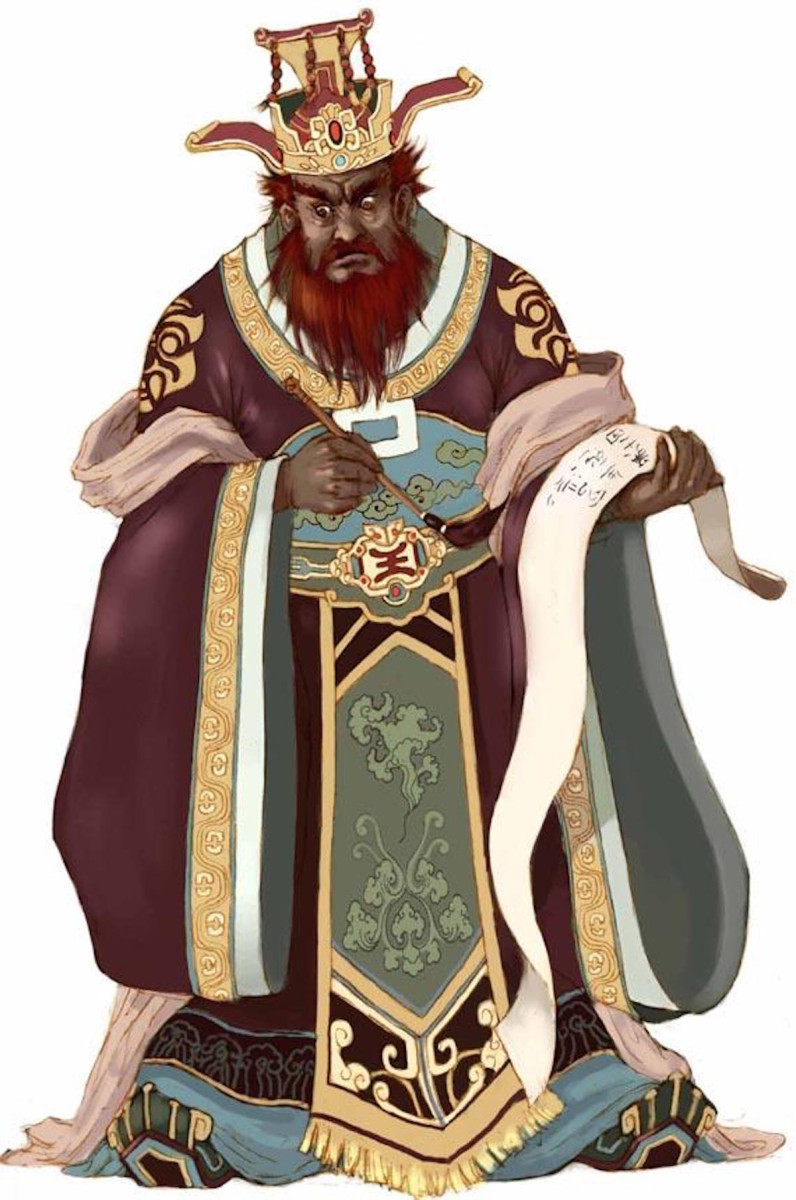
リアルヤマの写真

インドのヤマが仏教に取り入られて閻魔天となり、地獄の主と位置づけられるようになった。ただし一説には、本来はヴェーダのYamaという同一尊から二途に分かれていったとも考えられている。その二途とは以下のとおりである。
- 下界の暗黒世界、すなわち地獄界の王となった。つまり本項の閻魔。
- 上界の光明世界、すなわち六欲天の第3天である夜摩天、あるいは焔摩天。

### チベット
チベット仏教で閻魔は「シンジェ（チベット文字：གཤིན་རྗེ; ワイリー方式：gshin rje）」すなわち「死者の主」と呼ばれる。六道輪廻図では輪廻の輪を閻魔が持っている。タントラ仏教では「閻魔法王（チベット文字：གཤིན་རྗེ་ཆོས་རྒྱལ; ワイリー方式：gshin rje chos rgyal）」と呼ばれ、水牛の上で明妃のチャームンディーと抱き合い、右手に三叉槍、左手に髑髏杯を持った非常に恐ろしい姿で描かれる。

### 中国

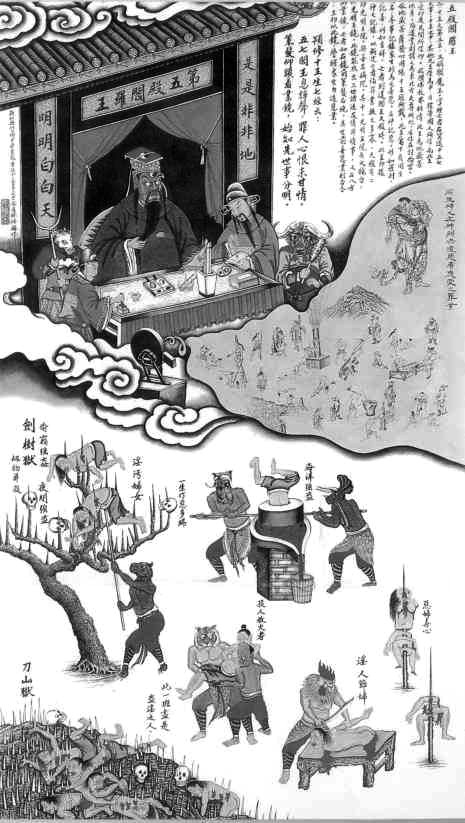
地獄の法廷を描いた中国の仏画

中国に伝わると、道教における冥界・泰山地獄の主である泰山府君と共に、冥界の王であるとされ、閻魔王、あるいは閻羅王として地獄の主とされるようになった。
やがて、晩唐代に撰述された偽経である『閻羅王授記四衆逆修生七往生浄土経』（略して『預修十王生七経』）により十王信仰と結び付けられ、地獄の裁判官の一人であり、その中心的存在として、泰山王とともに、「人が死ぬと裁く」という役割を担い、信仰の対象となった。現在よく知られる唐の官人風の衣（道服）を纏った姿は、ここで成立した。そのありさまは『西遊記』の第3回に描かれている。

### 日本
『十王経』等においては地蔵菩薩と同一の存在と解され、地蔵菩薩の化身ともされている。

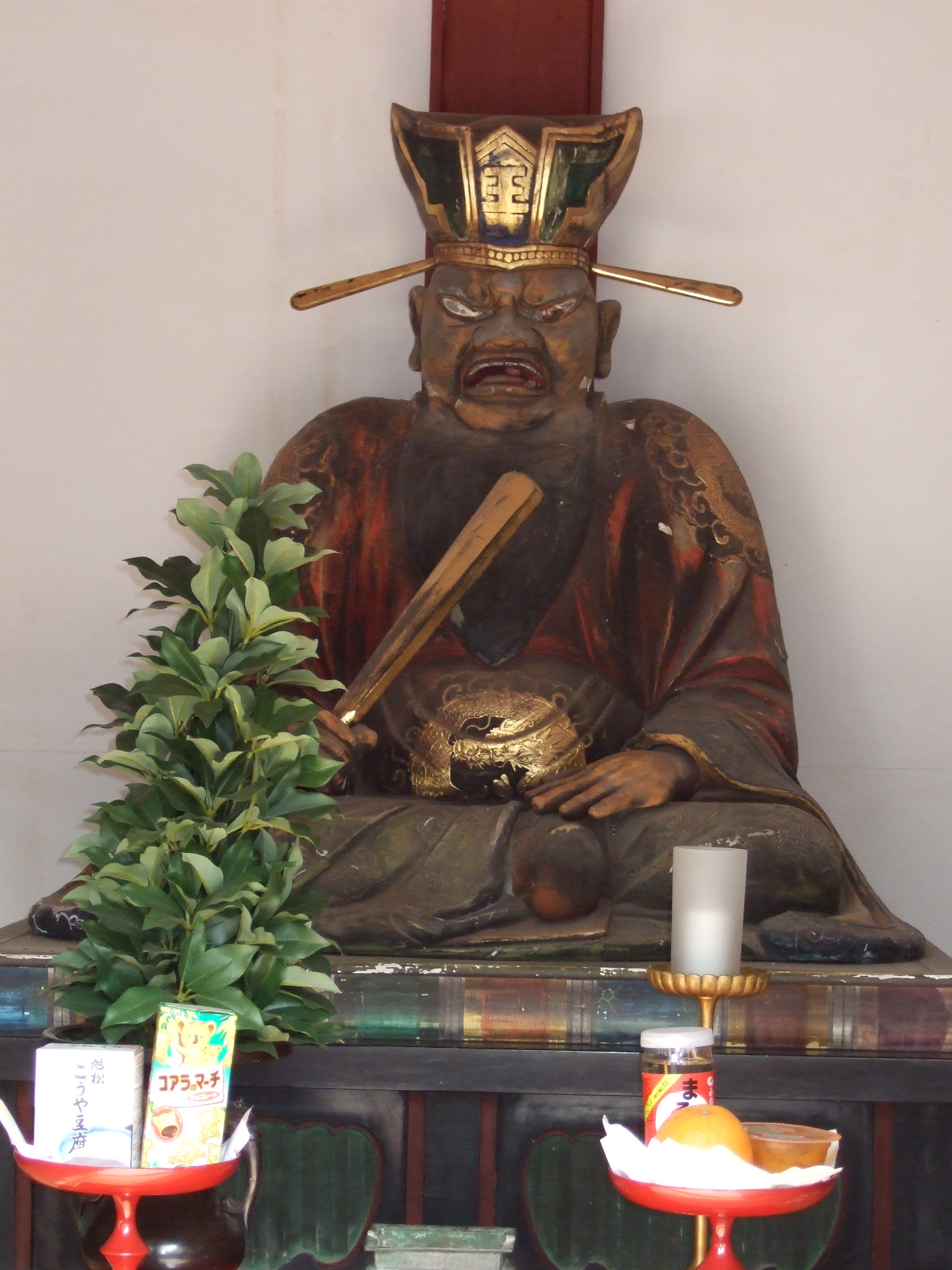
成相寺の閻魔像

後に閻魔の本地とされる地蔵菩薩は奈良時代には『地蔵十輪経』によって伝来していたが、現世利益優先の当時の世相のもとでは普及しなかった。平安時代になって末法思想が蔓延するにしたがい源信らによって平安初期には貴族、平安後期には一般民衆と広く布教されるようになり、鎌倉初期には預修十王生七経から更なる偽経の『地蔵菩薩発心因縁十王経』（略して『地蔵十王経』）が生み出された。これにより閻魔の本地が地蔵菩薩であるといわれ（ここから、一部で言われている閻魔と地蔵とを同一の尊格と考える説が派生した）、閻魔王のみならず十王信仰も普及するようになった。本地である地蔵菩薩は地獄と浄土を往来出来るとされる。
なお前述の通り、十二天の焔摩天は同じルーツを持つ神ともいわれる。中国では焔摩天が閻魔大王に習合されていたが、日本に伝わった時にそれぞれ別個に伝わったため同一存在が二つに分かれたとも考えられている。
閻魔王の法廷には、浄玻璃鏡という特殊な鏡が装備されている。この魔鏡はすべての亡者の生前の行為をのこらず記録し、裁きの場でスクリーンに上映する機能を持つ。そのため、裁かれる亡者が閻魔王の尋問に嘘をついても、たちまち見破られるという。司録と司命（しみょう）という地獄の書記官が左右に控え、閻魔王の業務を補佐している。平安時代の公卿・小野篁には、閻魔大王のもとで裁判の補佐をしていたという伝説がある（「小野篁#逸話と伝説」を参照）。戦国時代の武将・直江兼続にも、閻魔大王宛に死者の返還を求める手紙を書いたという逸話がある（「直江兼続#人物・逸話」を参照）。
京都府大山崎町の宝積寺には、閻魔・司録・司命が居並ぶ地獄の法廷を再現した鎌倉時代の木像があり、重要文化財に指定されている。
大阪市浪速区には、閻魔を祀った西方寺閻魔堂（正式には「合邦辻閻魔堂西方寺」。創建は伝・聖徳太子）があり、浄瑠璃の「摂州合邦辻」の舞台にもなっている。
閻魔王の法廷で参照される記録からの連想で、教員が生徒や学生の成績を決めるデータが記録してあるノートが俗に「閻魔帳」と呼ばれている。